# 白石すみれ
白石 すみれ（しらいし すみれ、1977年11月11日 - ）は、日本のAV女優。

## 略歴
2016年2月、マドンナの専属女優としてAVデビュー。
同年9月から11月はアタッカーズの専属となり、再びマドンナの専属（2017年3月まで）。
2017年9月以降、新作への出演がなくなっている。

## 人物
元キャビンアテンダントで、夫はパイロットとされている。
趣味・特技は、料理・散歩。
AV出演のきっかけは、高校の同窓会で再会した元彼（初めて付き合った初体験の相手）との不倫によって、夫とは10年セックスレスだったこともあり母よりも女としての意識が高まり、この意識の変化からAVへの出演を決意。自身でプロダクションを探しデビューにいたった。

## 出演作品

### アダルトDVD
2016年
- 38歳、人妻、元CA。 専属Madonna AVデビュー!!（2月25日、マドンナ）
- やめられない浮気妻 友人の旦那に抱かれています。（3月25日、マドンナ）
- 一泊二日の温泉旅行中、熟れたカラダと甘い視線で夫を誘惑し続ける人妻（4月25日、マドンナ）
- 人妻がハマる輪姦オフ会（5月25日、マドンナ）
- 母の友人（6月25日、マドンナ）
- 午後三時の団地妻（9月7日、アタッカーズ）
- 川の字レイプ 吐息をこらえて犯されて…（11月13日、アタッカーズ）
- 丸ごと! 白石すみれ8時間 〜今が旬!!エロさ大本命美熟女の絶頂SEX〜（11月13日、マドンナ）※ベスト版
- 夫は知らない 〜私の淫らな欲望と秘密〜（12月19日、マドンナ）

2017年
- 綺麗な叔母さんが僕のアパートに泊まりに来て…（3月1日、マドンナ）
- 地方応募人妻ドキュメント 1（5月19日、プレステージ）※「飯塚けいこ」名義
- 痴りたがり 5 【素人投稿】異常性欲者たちの変態的な日常（7月7日、プレステージ）※「すみれ」名義
- SODロマンス×フランス書院 ふたり暮らし 義母と甘えん坊な僕（8月24日、SODクリエイト）

## 書籍

### 雑誌
- 月刊DMM　2016年5月号（ジーオーティー） - インタビュー